# Уніао-да-Віторія
Уніао-да-Віторія (порт. União da Vitória) — муніципалітет в Бразилії у штаті Парана. Входить до економіко-статистичного мікрорегіону Уніао-да-Віторія. Населення у 2010 році становило 52 735 осіб. Займає площу 720 005 км². Густота населення — 73,22 особи/км².
Мером міста Уніао-да-Віторія у 2013—2016 роках був українець Петро Іван Ільків (порт. Pedro Ivo Ilkiv).

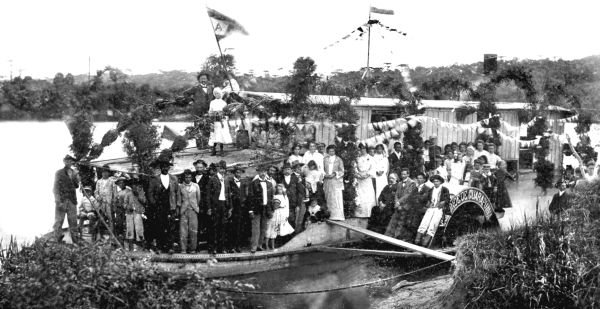
Перший рейс пароплава Visconde de Guarapuava. 1889

## Історія
Перші експедиції до регіону відбулися в 1726 році. У той час цю область густо населяли індіанці ботокуди та кайнганги. Щоб скоротити шлях між Пальмас і Пальмейрою, Педро Кортес Сікейра 12 квітня 1842 знайшов брід, через який війська мали переганяти худобу. Поблизу виник порт річкового транспорту, який назвали Porto União. У 1855 році назву змінили на Porto União da Vitória, а в 1877 році на Freguesia de União da Vitória.

### Утворення і розвиток муніципалітету

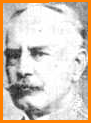
Перший мер, полковник Amazonas de Araújo Marcondes

У 1880 році до порту з Пальмас прибув полковник Амазонас де Араужо Маркондес (Amazonas de Araújo Marcondes, 1847—1924), який був призначений відповідальним за організацію життя перших європейських іммігрантів та перевезення пароплавами по річці Ігуасу вантажів і великої рогатої худоби.

## Географія
Місто Уніао-да-Віторія розкинулося на південному березі річки Ігуасу на висоті 752 метри над рівнем моря. Віддаль до столиці штату Парана — міста Куритиба становить 238 кілометрів. Площа муніципалітету 720 квадратних кілометрів, а густота населення 72 особи на квадратний кілометр.
В околицях міста багато водоспадів та струмків.

## Клімат
За класифікацією кліматів Кеппена клімат в Уніао-да-Віторія характеризується як вологий субтропічний. Літня температура може досягати 30 °C, взимку -3°С. Зрідка падає сніг, бувають заморозки.

## Населення
За даними останнього перепису населення, проведеного Бразильським інститутом географії і статистики (IBGE) у 2010 році, Уніао-да-Віторія має 52 735 жителів і з густотою населення 73,22 жителів на км². За даними того ж перепису, 25 818 жителів — чоловіки і 26 917 — жінки. Причому 49 983 особи жили в міських районах і 2 752 — в сільській місцевості.
| Рік       | 1970   | 1980   | 1991   | 2000   | 2010   |
| --------- | ------ | ------ | ------ | ------ | ------ |
| Населення | 29 750 | 39 639 | 44 008 | 48 522 | 52 735 |

## Українці в Уніао-да-Віторія
Процес формування українського середовища в Бразилії відбувався за три етапи: перший — кінець XIX — початок XX століття, другий — 1920—1930 роки, третій — 1947—1952 роки.
Тепер у Бразилії проживають біля п'ятсот тисяч українців, перші з яких прибули до Нового Світу ще у 1895—1897 роках. Більшість з них, 96,5 %, народилися вже у Бразилії і проживають у штаті Парана.
Перші групи українських іммігрантів прибули до Бразилії в 1872—1884 роках і поселилися у містах Сан-Пауло та Куритибі. Однак, у списках імміграційних служб вони були записані як «слов'янські іммігранти», які прибули з території Польщі.
Перші сім'ї масової іміграції українців до Бразилії з України, які приїхали в основному з Галичини та Буковини, оселилися в регіоні Уніао-да-Віторія у 1892 році. Уже в 1896 році нові переселенці заселили землі середньої течії Ігуасу, переважно в Малет і Крус Мачадо, Джангада, Легре і Нова Галичина. У більшості це були селяни, які розвивали сільське господарство на колонізованих землях. Були засновані перші українські колонії Санта-Барбара, Антоніо Олінто, Уніао-да-Віторія, Ірасема, Марешал-Маллет, Дорізона, Прудентополіс. На початку XX ст. українська імміграція в Бразилії налічувала близько 24 тисяч осіб.
Пізніші значні міграційні хвилі були після першої та другої світових воєн.
У 1902 році в місті Уніао-да-Віторія була побудована українська католицька церква парафії Св. Василя Великого.
У штаті Парана сьогодні існує близько 50 українських колоній, в основному вони мають бразильські назви, крім Нової Галичини, заснованої ще в 1897 році. Більшість українців — греко-католики, вони побудували у своєму штаті понад 35 церков. Українська церква, як католицька, так і православна, відіграла значну роль для збереження в Бразилії української мови. Для порівняння, в Аргентині, де майже не було українських священиків, українською мовою говорить мало людей.
19 січня 2010 року президент Федеративної Республіки Бразилія Луїз Інасіо Лула да Сілва підписав закон, згідно з яким 24 серпня проголошено в Бразилії національним Днем української громади.

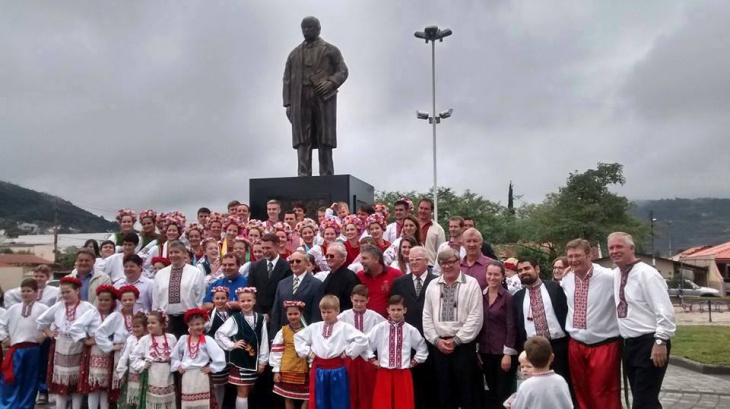
Пам*ятник Шевченку у місті.

У березні 2015 року у місті Уніао-да-Віторія, у відреставрованому Українському сквері, префектура міста встановила пам'ятник Тарасу Шевченкові. Перед церемонією відкриття у греко-католицькій церкві Святого Василя відбулася урочиста Служба Божа. У церемонії взяли участь мер міста — Петро Іван Ільків, представники місцевого самоврядування та української діаспори, Надзвичайний і Повноважний посол України в Бразилії Ростислав Троненко. Пам'ятники Тарасові Шевченку є також у містах Куритиба, Прудентополіс та Порту-Алегрі.

### Ансамбль «Калина»
У 1969 році був заснований Український фольклорний ансамбль «Калина», що має на меті збереження традицій української культури через народний танець, народні ремесла та куховарство. У репертуарі колективу танці, що відтворюють хореографію та одяг з різних регіонів України. Ансамбль «Калина» мав численні виступи у містах Бразилії, особливо в таких як Куритиба, Флоріанополіс, Порту-Алегрі та Сан-Паулу. Він зайняв перше місце в знаменитому фестивалі танцю у Жоїнвілі.
У 2010 році Український фольклорний ансамбль «Калина» здійснив перший міжнародний тур через Україну та Сполучені Штати Америки. Він взяв участь у 3-му Міжнародному щорічному фестивалі фольклору «Етновир» у місті Львові, а також виступив на козацькому фестивалі української слави «Кульчиці-фест» у місті Самборі.

## Економіка
Економіка в основному базується на лісовій промисловості, регіон всесвітньо відомий виробництвом дерев'яних меблів, яка експортуються по всьому світу, включно зі США та Європою.
Туристична галузь цікава численними водоспадами (більше вісімдесяти). Тут оганізовані туристичні маршрути на човнах і байдарках; подорожі на автомобілях, спортивні походи, під назвою «Маршрут Водоспади» (Rota das Cachoeiras), одноденний «Маршрут української культури», на яких побували туристи з багатьох країн.
Місто широко відоме своїми університетами в Південному регіоні Бразилії, у яких навчається велика кількість студентів з півдня Парани і з півночі Санта-Катаріни.